# Lord Peter et le Mort du 18 juin
Lord Peter et le Mort du 18 juin  — Have His Carcase dans l'édition originale britannique — est un roman policier publié par Dorothy L. Sayers en 1932. C'est le 7e roman de la série mettant en scène Lord Peter Wimsey, l'aristocrate détective amateur.

## Résumé
Sur les rochers isolés du rivage, Harriet Vane trouve un cadavre à la gorge tranchée et au sang encore frais.  Pour conserver une preuve de cette découverte, elle prend des photos et remarque que le sable ne révèle aucune trace, hormis les siennes et celles du mort. Pendant qu’elle se met en quête de secours, la marée fait disparaître le corps. 
La police trouve bientôt l’identité du cadavre. Il s’agit de Paul Alexis, un danseur professionnel engagé par le grand hôtel du lieu, qui n'hésitait pas à faire le gigolo auprès de riches et vieilles clientes.  Plusieurs personnes voudraient bien que la thèse du suicide permette de classer cette affaire, d’autant que les preuves recueillies par Harriet Vane semblent aller en ce sens.  Or, l’enquête prend un nouveau tournant quand on apprend que la victime souffrait d’hémophilie et que le sang frais retrouvé sur le corps n’assure pas de l’heure du décès. Avec l’aide de Lord Peter et de Harriet Vane,  l’inspecteur Umpelty est bientôt convaincu qu’il s’agit d’un meurtre...

## Personnages
- Lord Peter Wimsey : détective amateur et aristocrate raffiné, amoureux de Harriet
- Harriet Vane : autrice de romans policiers.
- Paul Alexis : partenaire danseur professionnel de l’hôtel.
- Mrs Weldon : riche veuve amoureuse du jeune Paul Alexis.
- Henry Weldon : fermier en difficultés financières, et le fils unique de Mrs Weldon.
- Haviland Martin :  vagabond.
- Bright :  coiffeur au lourd passé.
- L’inspecteur Umpelty : officier de police chargé de l’enquête.

## Éditions
Édition originale en anglais
- (en) Dorothy L. Sayers, Have His Carcase, Londres, Victor Gollancz Limited, 1932

Édition française
- (fr) Dorothy L. Sayers (auteur) et Maurice-Bernard Endrèbe (traducteur), Lord Peter et le Mort du 18 juin [« Have His Carcase »], Paris, Julliard, coll. « P.J. », 1969, 315 p. (BNF 33167003)
- (fr) Dorothy L. Sayers (auteur) et Maurice-Bernard Endrèbe (traducteur), Lord Peter et le Mort du 18 juin [« Have His Carcase »], Paris, Christian Bourgois éditeur, coll. « P.J. bis », 1972, 317 p. (BNF 35213039)
- (fr) Dorothy L. Sayers (auteur) et Maurice-Bernard Endrèbe (traducteur), Lord Peter et le Mort du 18 juin [«  Have His Carcase »], Genève, Éditions de Crémille, coll. « Les Grands Maîtres du roman policier no 10 », 1973, 307 p. (BNF 35213535)
- (fr) Dorothy L. Sayers (auteur) et Maurice-Bernard Endrèbe (traducteur) (trad. de l'anglais), Lord Peter et le Mort du 18 juin [«  Have His Carcase »], Paris, Le Livre de poche, coll. « Le Livre de poche policier no 5112 », 1978, 347 p. (ISBN 2-253-01968-2, BNF 34611108)
- (fr) Dorothy L. Sayers (auteur) et Maurice-Bernard Endrèbe (traducteur), Le Mort de la falaise [« Have His Carcase »], Paris, J’ai lu, coll. « J'ai lu - Roman policier no 1889 », 1985, 341 p. (ISBN 2-277-21889-8, BNF 34840591)

## Particularités du roman
Lord Peter et le Mort du 18 juin est le deuxième des quatre romans de la série Lord Peter où apparaît le personnage de la jeune romancière Harriet Vane.
Reprenant les personnages exactement au point où ils en étaient à la fin de Poison violent, Lord Peter et le Mort du 18 juin en constitue le prolongement  direct bien que, dans l’ordre de parution des titres de la série Lord Peter, le roman Les Cinq Fausses Pistes les sépare.

## Adaptation
- 1987 : Have His Carcase, mini-série de la BBC réalisée par Christopher Hodson, avec Edward Petherbridge (Lord Peter) et Harriet Walter (Harriet Vane).